# Horacio Galloso
Benigno Simón Galloso ―conocido artísticamente como Horacio Galloso― (Rosario, 6 de febrero de 1933 - Vicente López, 19 de agosto de 2012) fue un reconocido locutor de radio, conductor de noticieros de televisión y periodista argentino.

## Biografía
En los años 1950 fue presentador de espectáculos ―con el seudónimo de Horacio Real― en los clubes de la ciudad de Rosario, especialmente en Sportsmen Unidos.
Trabajó como locutor en LT2 la Radio Cerealista de esa ciudad.
En 1959 se mudó a Buenos Aires. En 1960 entró a trabajar al canal de televisión Canal 13. Su sobria elegancia y su voz definieron ese canal entre 1960 y diciembre de 1990. Repetía un clásico eslogan: «Canal 13, su ojo en la noticia». Cuando todavía la pantalla era en blanco y negro, era el conductor de Noticiero 13, junto a Tico Rodríguez Paz, Leo Gleizer, Sergio Villarruel y Edgardo Mesa, entre otros. También fue parte de los comienzos de Telenoche, en ese mismo canal.
Fue la voz institucional de la LRA Radio Nacional. También trabajó en otras reconocidas radios de Buenos Aires, como Belgrano, Splendid y, recientemente, en Cadena Uno. Condujo ciclos radiales como Estrictamente musical por Radio Mitre (1974), El interés de la música (1980) y Forum (1981), ambos por Radio Belgrano; Trasnotango (1998) por Radio Splendid.
Entre marzo de 1987 y diciembre de 1988, condujo los informativos de medianoche de Canal 13, Noticias de Mañana y Redacción de Guardia.
Uno de los momentos claves de su carrera fue el 6 de marzo de 1987, cuando Ramón Andino (padre del periodista Guillermo Andino), que conducía el noticiero Realidad '87, sufrió un infarto que le costaría la vida mientras estaba al aire y él debió tomar su lugar.
Galloso actuó además de la bella época de LS10, Radio Del Plata, con ciclos inolvidables.
En la mejor etapa de su carrera, y cuando su rostro era distintivo del «Río de la Plata Televisión, Canal 13», sufrió un siniestro automovilístico que le causó serias lesiones en el rostro.

## Últimos años
En sus últimos años de vida Horacio Galloso participó de varios ciclos radiales dedicados a la música ciudadana, como fue Trasnotango (en Radio Splendid), Volver tango (en Cadena Uno AM 1240, junto a Graciela Raffa), en el programa Enfoke TV, y como invitado en el programa de Julio Lagos (en radio El Mundo).
En televisión tuvo una celebrada participación en el programa cómico Todo por dos pesos, con el dúo que compusieron Diego Capusotto y Fabio Alberti, donde entre 1999 y 2000 estuvo a cargo de la sección «La Columna de Galloso», donde parodiaba un noticiero, en el que en aras de la literalidad, incluían al lado de su atril una columna de utilería para que desgranara su conocido buen humor y su dicción marca registrada.

## Fallecimiento
En junio de 2012, Galloso fue internado y quedó en estado delicado.
El periodista falleció a las 14:35 del 19 de agosto de 2012 a los 79 años, a raíz de un aneurisma ―secuela de un ACV (ataque cerebrovascular) que había sufrido en 2011―, en el Hospital de Vicente López (en el norte del Gran Buenos Aires).